# Grasski-Juniorenweltmeisterschaft 2007
Die Grasski-Juniorenweltmeisterschaft 2007 fand vom 2. bis 5. August in Welschnofen in Italien statt.

## Teilnehmer
Sportler aus sieben Nationen (Deutschland, Italien, Japan, Österreich, Schweiz, Slowakei und Tschechien) nahmen an der Juniorenweltmeisterschaft teil. Die erfolgreichsten waren der Tscheche Jan Gardavský und die Schweizerin Nadja Vogel mit jeweils drei Goldmedaillen.

## Medaillenspiegel
| Platz | Land       | Gold | Silber | Bronze | Gesamt |
| ----- | ---------- | ---- | ------ | ------ | ------ |
| 1     | Schweiz    | 4    | –      | 2      | 6      |
| 2     | Tschechien | 3    | 3      | 4      | 10     |
| 3     | Italien    | 1    | 2      | 1      | 4      |
| 4     | Österreich | –    | 3      | 2      | 5      |

## Ergebnisse Herren

### Slalom
| Platz | Name                 | Land | Zeit 1. | Zeit 2. | Gesamt  |
| ----- | -------------------- | ---- | ------- | ------- | ------- |
| 01    | Mirko Hüppi          | SUI  | 26,28 s | 25,61 s | 51,89 s |
| 02    | Aleš Mlíčka          | CZE  | 26,34 s | 25,67 s | 52,01 s |
| 03    | Václav Srb           | CZE  | 26,86 s | 26,06 s | 52,92 s |
| 04    | Jiří Fuchs           | CZE  | 27,12 s | 26,05 s | 53,17 s |
| 05    | Florian Sauer        | GER  | 26,95 s | 26,26 s | 53,21 s |
| 06    | Lukáš Kolouch        | CZE  | 27,35 s | 26,50 s | 53,85 s |
| 07    | Jakob Rest           | AUT  | 27,23 s | 26,73 s | 53,96 s |
| 08    | Daniel Dejori        | ITA  | 27,65 s | 27,19 s | 54,84 s |
| 09    | Philipp Gschwandtner | AUT  | 27,87 s | 26,99 s | 54,86 s |
| 10    | Michael Krückel      | AUT  | 27,80 s | 27,86 s | 55,66 s |

Datum: 4. August 2007

Streckenlänge: 350 m

Höhendifferenz: 85 m

Gewertet: 13 Läufer

### Riesenslalom
| Platz | Name             | Land | Zeit 1. | Zeit 2. | Gesamt      |
| ----- | ---------------- | ---- | ------- | ------- | ----------- |
| 01    | Jan Gardavský    | CZE  | 40,70 s | 39,72 s | 1:20,42 min |
| 02    | Michael Waligora | CZE  | 40,66 s | 40,03 s | 1:20,69 min |
| 03    | Aleš Mlíčka      | CZE  | 41,40 s | 39,48 s | 1:20,88 min |
|       | Mirko Hüppi      | SUI  | 40,94 s | 39,94 s | 1:20,88 min |
| 05    | Marco Colombin   | ITA  | 40,88 s | 40,71 s | 1:21,59 min |
| 06    | Jakub Nekvapil   | CZE  | 42,59 s | 40,59 s | 1:23,18 min |
| 07    | Manuel De Zan    | ITA  | 42,24 s | 40,96 s | 1:23,20 min |
| 08    | Jakob Rest       | AUT  | 42,93 s | 40,70 s | 1:23,63 min |
| 09    | Lukáš Kolouch    | CZE  | 42,50 s | 41,21 s | 1:23,71 min |
| 10    | Felix Wilhelm    | GER  | 42,68 s | 41,41 s | 1:24,09 min |

Datum: 3. August 2007

Streckenlänge: 605 m

Höhendifferenz: 125 m

Gewertet: 19 Läufer

### Super-G
| Platz | Name                 | Land | Zeit    |
| ----- | -------------------- | ---- | ------- |
| 01    | Jan Gardavský        | CZE  | 37,05 s |
| 02    | Aleš Mlíčka          | CZE  | 38,16 s |
| 03    | Jakob Rest           | AUT  | 38,25 s |
| 04    | Daniel Dejori        | ITA  | 38,34 s |
| 05    | Mirko Hüppi          | SUI  | 38,42 s |
| 06    | Václav Srb           | CZE  | 38,63 s |
| 07    | Manuel De Zan        | ITA  | 38,72 s |
| 08    | Marco Colombin       | ITA  | 38,80 s |
| 09    | Florian Sauer        | GER  | 38,81 s |
| 10    | Martin Geretschläger | AUT  | 38,96 s |

Datum: 2. August 2007

Streckenlänge: 605 m

Höhendifferenz: 125 m

Gewertet: 22 Läufer

### Super-Kombination
| Platz | Name             | Land | Zeit SG | Zeit SL | Gesamt  |
| ----- | ---------------- | ---- | ------- | ------- | ------- |
| 01    | Jan Gardavský    | CZE  | 26,00 s | 26,05 s | 52,05 s |
| 02    | Jakob Rest       | AUT  | 26,52 s | 26,40 s | 52,92 s |
| 03    | Daniel Dejori    | ITA  | 26,45 s | 26,72 s | 53,17 s |
| 04    | Michael Waligora | CZE  | 26,51 s | 26,71 s | 53,22 s |
| 05    | Lukáš Kolouch    | CZE  | 26,94 s | 26,55 s | 53,49 s |
| 06    | Manuel De Zan    | ITA  | 26,47 s | 27,19 s | 53,66 s |
| 07    | Jakub Nekvapil   | CZE  | 26,47 s | 27,27 s | 53,74 s |
| 08    | Lukáš Waligora   | CZE  | 27,59 s | 27,50 s | 55,09 s |
| 09    | Michal Sklenář   | CZE  | 27,87 s | 28,00 s | 55,87 s |
| 10    | Timotej Oravec   | SVK  | 28,27 s | 28,90 s | 57,17 s |

Datum: 5. August 2007

Super-G:

 Streckenlänge: 605 m

 Höhendifferenz: 125 m

Slalom:

 Streckenlänge: 350 m

 Höhendifferenz: 85 m

Gewertet: 19 Läufer

## Ergebnisse Damen

### Slalom
| Platz | Name               | Land | Zeit 1. | Zeit 2. | Gesamt      |
| ----- | ------------------ | ---- | ------- | ------- | ----------- |
| 1     | Nadja Vogel        | SUI  | 27,93 s | 28,30 s | 56,23 s     |
| 2     | Ilaria Sommavilla  | ITA  | 28,84 s | 28,32 s | 57,16 s     |
| 3     | Jacqueline Gerlach | AUT  | 29,10 s | 29,60 s | 58,70 s     |
| 4     | Bianca Lenz        | SUI  | 37,15 s | 48,42 s | 1:25,57 min |

Datum: 4. August 2007

Streckenlänge: 350 m

Höhendifferenz: 85 m

Gewertet: 4 Läuferinnen

### Riesenslalom
| Platz | Name               | Land | Zeit 1. | Zeit 2. | Gesamt      |
| ----- | ------------------ | ---- | ------- | ------- | ----------- |
| 1     | Ilaria Sommavilla  | ITA  | 42,94 s | 42,68 s | 1:25,62 min |
| 2     | Jacqueline Gerlach | AUT  | 44,93 s | 44,39 s | 1:29,32 min |
| 3     | Bianca Lenz        | SUI  | 45,86 s | 44,94 s | 1:30,80 min |
| 4     | Lucie Surovcová    | CZE  | 46,54 s | 44,69 s | 1:31,23 min |
| 5     | Kathrin Moser      | SUI  | 47,85 s | 47,11 s | 1:34,96 min |
| 6     | Petra Mlejnková    | CZE  | 52,86 s | 43,03 s | 1:35,89 min |

Datum: 3. August 2007

Streckenlänge: 605 m

Höhendifferenz: 125 m

Gewertet: 6 Läuferinnen

### Super-G
| Platz | Name                | Land | Zeit    |
| ----- | ------------------- | ---- | ------- |
| 1     | Nadja Vogel         | SUI  | 39,35 s |
| 2     | Jacqueline Gerlach  | AUT  | 41,08 s |
| 3     | Petra Mlejnková     | CZE  | 41,62 s |
| 4     | Ilaria Sommavilla   | ITA  | 41,63 s |
| 5     | Lucie Surovcová     | CZE  | 44,06 s |
| 6     | Kathrin Moser       | SUI  | 45,18 s |
| 7     | Michaela Ducháčková | CZE  | 47,12 s |
| 8     | Bianca Lenz         | SUI  | 54,02 s |
| 9     | Kumi Saito          | JPN  | 59,55 s |

Datum: 2. August 2007

Streckenlänge: 605 m

Höhendifferenz: 125 m

Gewertet: 9 Läuferinnen

### Super-Kombination
| Platz | Name               | Land | Zeit SG | Zeit SL | Gesamt      |
| ----- | ------------------ | ---- | ------- | ------- | ----------- |
| 1     | Nadja Vogel        | SUI  | 27,27 s | 28,19 s | 55,46 s     |
| 2     | Ilaria Sommavilla  | ITA  | 27,93 s | 28,06 s | 55,99 s     |
| 3     | Petra Mlejnková    | CZE  | 28,44 s | 28,67 s | 57,11 s     |
| 4     | Jacqueline Gerlach | AUT  | 28,23 s | 28,94 s | 57,17 s     |
| 5     | Kumi Saito         | JPN  | 31,99 s | 41,10 s | 1:13,09 min |

Datum: 5. August 2007

Super-G:

 Streckenlänge: 605 m

 Höhendifferenz: 125 m

Slalom:

 Streckenlänge: 350 m

 Höhendifferenz: 85 m

Gewertet: 5 Läuferinnen